# Against Me!
Against Me! er et amerikansk punkband dannet i 1997 i Naples, Florida. Bandet udgav deres debutalbum Against Me! Is Reinventing Axl Rose! i 2002. Tre år senere indgik bandet pladekontrakt med det etablerede pladeselskab Sire Records (sub-label til Warner Music Group), hvor de i 2007 udgav New Wave.
Bandets har siden etableringen haft skiftende besætninger, men består i dag af:
- Laura Jane Grace – guitar, forsanger (1997–i dag)
- James Bowman – guitar, vokal (2001–i dag)
- Andrew Seward – bas, vokal (2002–i dag)
- Jay Weinberg – trommer, percussion (2010–i dag)

## Diskografi
- Against Me! Is Reinventing Axl Rose (2002)
- Against Me! as the Eternal Cowboy (2003)
- Searching for a Former Clarity (2005)
- New Wave (2007)
- White Crosses (2010)
- Transgender Dysphoria Blues (2013)